# Alexander Cameron Rutherford

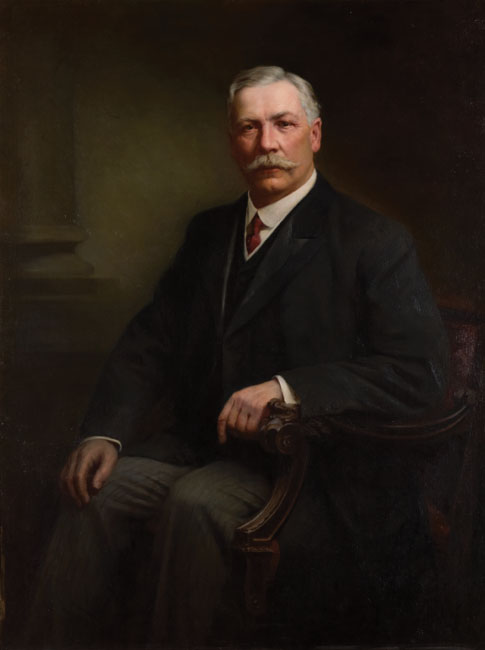
Alexander C. Rutherford

Alexander Cameron Rutherford, KC (* 2. Februar 1857 in Osgoode (heute Teil von Ottawa); † 11. Juni 1941 in Edmonton) war ein kanadischer Politiker. Vom 2. September 1905 bis zum 26. Mai 1910 war er der erste Premierminister der neu geschaffenen Provinz Alberta und Vorsitzender der von ihm mitbegründeten Alberta Liberal Party. Rutherford gilt als „Architekt der Provinz“ und ist auch Gründer der University of Alberta.

## Studium und Beruf
Rutherford wuchs auf einem Bauernhof in der Nähe von Osgoode auf. Er besuchte die lokale Grundschule und das Canadian Literary Institute, eine von Baptisten geführte Mittelschule in Woodstock. 1881 schloss er sein Studium des Zivilrechts an der McGill University in Montreal ab. 1885 erhielt er die Zulassung als Rechtsanwalt in der Provinz Ontario und war zehn Jahre lang Juniorpartner der Kanzlei Hodgkins, Kidd, and Rutherford. 1888 heiratete er Mathilda Birkett, das Paar hatte einen Sohn und zwei Töchter.
1895, ein Jahr nachdem Rutherford geschäftlich in Edmonton geweilt hatte, ließ er sich mit seiner Familie dort nieder. In der Stadt Strathcona (1912 nach Edmonton eingemeindet), die damals im Alberta-Distrikt der Nordwest-Territorien lag, gründete er eine eigene Anwaltskanzlei. Ab 1896 übte er verschiedene öffentliche Ämter auf lokaler und regionaler Ebene aus. 1902 wurde er in die Legislativversammlung der Nordwest-Territorien gewählt. 1905 gehörte er zu den Gründungsmitgliedern der Alberta Liberal Party.

## Premierminister
Vizegouverneur George Bulyea ernannte Rutherford am 2. September 1905, einen Tag nach Gründung der Provinz Alberta, zum Premierminister. Bei den ersten Wahlen zur Legislativversammlung von Alberta am 9. November 1905 erhielten die Liberalen eine deutliche absolute Mehrheit. Rutherford hatte auch die Ämter des Finanz- und Erziehungsministers inne. Seine Regierung war hauptsächlich damit beschäftigt, die Infrastruktur der Provinz auszubauen, um die starke Einwanderung bewältigen zu können. 1906 wurde die staatliche Telefongesellschaft Alberta Government Telephones gegründet (1990 als Telus privatisiert).
Rutherford war vor allem am raschen Ausbau des Erziehungswesens interessiert. 1906 leitete er den Gesetzgebungsprozess ein, der zwei Jahre später zur Gründung der University of Alberta führte. Persönlich wählte er in seinem Wohnort Strathcona den Standort der Universität aus. Bei den Wahlen im März 1909 konnten die Liberalen ihren Stimmenanteil vergrößern.
Zwar war Rutherford beliebt, doch wurden er und sein Kabinett am 26. Mai 1910 zum Rücktritt gezwungen, nachdem Vorwürfe erhoben worden waren, er sei inkompetent und in einen Interessenkonflikt verwickelt. Die Regierung brach auseinander, da Rutherford die umstrittene Entscheidung gefällt hatte, Obligationen von Eisenbahngesellschaften (insbesondere der Alberta and Great Waterways Railway) eine Staatsgarantie zukommen zu lassen.

## Weitere Tätigkeiten
Vor Gericht wurde Rutherford von allen Vorwürfen freigesprochen. Er wandte sich enttäuscht von den Liberalen ab und identifizierte sich immer mehr mit den Konservativen. Bei den Wahlen im April 1913 verlor er seinen Sitz in der Legislativversammlung. Rutherford widmete sich wieder vermehrt seiner Anwaltskanzlei und war auch in den Verwaltungsräten verschiedener Unternehmen tätig. 1921 kandidierte er auf Seiten der Konservativen Partei erfolglos um einen Sitz im kanadischen Unterhaus.
Von 1927 bis zu seinem Tod war Rutherford Kanzler der University of Alberta. 1931 erhielt er die Ehrendoktorwürde der McGill University. Nach ihm benannt sind unter anderem die Bibliothek der University of Alberta und der Mount Rutherford im Jasper-Nationalpark. Seine umfangreiche Büchersammlung zu kanadischen Themen bildet heute einen wichtigen Teil der Universitätsbibliothek.